# 蜜蜂卡
蜜蜂卡（英語：Bee card）是大曼徹斯特所使用的智能卡，可用於支付公共交通車費。蜜蜂卡前身–帶我去卡首先於2012年6月於曼徹斯特公佈作為綜合旅遊卡，並可媲美倫敦蠔卡，並獲得大曼徹斯特合併管理局投標。